# بیوتین
بیوتین یا ویتامین B7 یکی از ویتامین‌های گروه ب است. این ویتامین محلول در آب با نام ویتامین اِچ نیز شناخته می‌شود. بیوتین یک کوآنزیم است که در طیف وسیعی از فرآیندهای متابولیسم اسیدهای چرب، کربوهیدرات‌ها و اسیدهای آمینه چه در انسان و چه در سایر موجودات، نقش دارد. این ویتامین دارای یک هستهٔ ایمیدازول می‌باشد. بیوتین در دمای اتاق پایدار است و با پختن از بین نمی‌رود. مصرف بیوتین رژیم غذایی در جمعیت‌های غربی در محدودهٔ روزانه ۳۵ تا ۷۹ میکروگرم برآورد گردیده است. بیوتین در مکمل‌های غذایی طبیعی و همچنین در مولتی‌ویتامین‌ها موجود است. بیوتین سنتزشده در گیاهان، برای رشد و نمو گیاه ضروری است و باکتری‌ها نیز بیوتین را سنتز می‌کنند.
با توجه به اطلاعات مندرج در «تبادل اطلاعات جهانی غنی‌سازی»، کمبود بیوتین آنچنان نادر است که هیچ کشوری، نیاز به اقدام برای غنی‌سازی غذاها ندارد. کمبود بالینی که تحت عنوان نقص بیوتینیداز شناخته می‌شود — از دیدگاه فیزیکی — ممکن است شامل علائم خفیف همچون راش قرمز رنگ و تکه‌تکه در نزدیکی منافذ (مانند راش ماکولا) باشد. همچنین ریزش مو (طاسی)، ورم ملتحمه، ناخن‌های شکننده، دردهای عضلانی عمومی (درد ماهیچه) و پارستزی از دیگر علائم کمبود بیوتین است. کمبود بیوتین — از دیدگاه روانی — می‌تواند شامل توهم، لتارژی، افسردگی خفیف، خستگی و خواب‌آلودگی باشد.
گوشت گاو، ماهی آزاد، گوشت خوک، بادام زمینی، تخمه آفتاب‌گردان، سیب‌زمینی شیرین، کلم بروکلی، گوجه‌فرنگی، توت‌فرنگی، ذرت، پنیر، شیر (خوراکی)، نان، شراب، آبجو، تخم‌مرغ و سیب‌زمینی، برخی از نوشیدنی‌ها و خوراکی‌هایی هستند که منبع غنی از بیوتین تلقی می‌گردند.
بیوتین یک ویتامین محلول در آب است و مصرف مقادیر زیاد به عنوان مکمل غذایی منجر به جذب و به دنبال آن، دفع از طریق ادرار می‌شود. مصرف مزمن الکل با کاهش قابل‌توجه بیوتین پلاسما همراه است. جذب بیوتین روده‌ای نیز به نظر می‌رسد به اثر داروهای ضد صرع کاربامازپین و پریمیدون حساس باشد. سطوح نسبتاً پایین بیوتین در افرادی که گاسترکتومی جزئی انجام داده‌اند، افرادی که دچار سایر اشکال آکلروهیدریا هستند، بیماران سوانح سوختگی، افراد مسن و ورزشکاران گزارش شده است.